# Антарктически полуостров
Антарктическият полуостров е сред най-големите полуострови в най-северната част на континента Антарктида и на света.
Най-северната точка на полуострова и континента е с координати 63°13′ ю. ш. 57°18′ з. д. / 63.216667° ю. ш. 57.3° з. д.. Има площ от 522 000 км2, 80% от която е покрита с лед.
Открит е от британеца Едуард Брансфийлд през януари 1820 година. Дълго време е наричан Земя Греъм (1825) в чест на Джеймс Греъм (първия лорд на Британското адмиралтейство) и Земя Палмър в чест на американския тюленоловец Натаниъл Палмър. След 1964 г. по споразумение между Великобритания и Съединените щати тези имена остават съответно за северната (тясна) и южната (широка) части на полуострова, разделени условно от 69-ия паралел.
Полуостровът има планински релеф и е опасан с хребети, чиято средна надморска височина е около 2800 м. Най-високата точка е връх Джексън (4196 м).
На запад от Антарктическия полуостров се намира най-големият остров по антарктическото крайбрежие Земя Александър.
На полуострова климатът е най-мекият в цяла Антарктида. В северната част има ограничена популация на цветни растения от видовете Deschampsia antarctica и Colobanthus quitensis. Поради глобалното затопляне температурата се е повишила с 2,5 °C за втората половина на XX век. Последица от това е топенето на ледниците, например на ледника Ларсън през 2002 г.
Към полуострова териториални претенции предявяват Великобритания, Аржентина и Чили.

## Галерия
- Остров Бут и връх Скот по западното крайбрежие на полуострова
- Германски изследователски кораб, акостиращ в станция Ротера на полуострова
- Антарктически козинест тюлен